# Marquês das Minas
El Marquesat de les Mines (referint-se a les mines, al Brasil) fou creat el 2 de gener del 1608, per a Felip II de Portugal de part de D. Francesc de Sousa (cap al 1540-1611) (3r Compte del Prat).
Atenció: el títol no es referix a Minas Gerais, ja que l'or descobert no estava encara al Brasil, el que succeiria a finals del segle xvii, però a la cerca genèrica de mines de plata, que a l'ocasió s'estimava que existiren al Brasil - donat que existien al Virregnat de l'Alt Perú.

## Marquesos das Minas
1. Francesc de Sousa (1610-1674), considerat un dels herois de la Restauració Portuguesa, el 1640.
2. António Luís de Sousa primogènit del segon matrimoni del 1r Marquês, nascut el 1644 i mort al 25 de desembre del 1721) 4t Comte do Prado en vida del pare i 2n Marquês das Minas. Important per la seua participació en la Guerra de Successió amb el bàndol dels Habsburg o Austriacistes.